# Hidrodinamička spojka
Hidrodinamička spojka, turbohidraulička spojka ili strujna spojka je spojka koja prenosi zakretni moment iskorištavanjem kinetičke energije struje tekućine (ulja niskog viskoziteta koje se ne pjeni). Tako na primjer turbohidraulička spojka Voith-Sinclair ima na pogonskoj strani rotor crpke (pumpe) kao primarno kolo, a na gonjenoj strani turbinski rotor kao sekundarno kolo. Oba rotora, crpke i turbine, zatvorena su u kućištu, koje je povezano s rotorom crpke i napunjeno uljem. Ako je brzina vrtnje crpke, koja je pogonski dio spojke i turbine, sinkronizirana, djelovanjem centrifugalne sile u prostoru lopatica crpke i turbine stvorit će se prsten od ulja. Kada zbog opterećenja na gonjenoj strani padne brzina vrtnje u odnosu na pogonsku stranu, pod djelovanjem centrifugalne sile struji ulje iz prostora lopatica crpke u prostor turbinskih lopatica. Djelovanjem centrifugalnih sila daje ulje lopaticama turbine zakretni moment. On se može regulirati promjenom količine ulja.
Hidrodinamičke spojke je izumio dr. Hermann Föttinger. Spojka radi na principu uzajamnog djelovanja pumpe i turbine smještene u istom kućištu. Glavni dijelovi hidrodinamičke spojke su dva kola s lopaticama postavljena jedno prema drugom u kućištu. Pogonsko kolo (kolo pumpe) je povezano s pogonskim strojem, a kolo turbine s gonjenim strojem. Zajedno s kućištem kola tvore radnu komoru u kojoj struji radni fluid koji je najčešće mineralno ulje. Glavni zadatak radnog fluida je prenošenje kinetičke energije unutar zatvorenog kružnog toka između pogonskog i gonjenog kola. Moment pogonskog stroja se prenosi na radni stroj kružnim strujanjem fluida u komorama koje čine poprečno (radijalno) postavljene lopatice u kolima pumpe i turbine. Kružno strujanje fluida je moguće samo kada postoji razlika brzina vrtnje između pumpe i turbine, jer samo tada postoji razlika centrifugalnih sila koja proizvodi kruženje fluida, znači da će kutna brzina gonjenog stroja biti uvijek malo manja od kutne brzine pogonskog stroja. Relativna razlika između kutnih brzina pumpe i turbine naziva se klizanje.
Kod hidrodinamičkih spojki prijenos momenata sila i snage je ostvaren uz minimalno trošenje nekih dijelova spojke, jer osnovni dijelovi prijenosa snage nisu u dodiru. Dijelovi koji su izloženi trošenju su ležajevi i brtve ugrađeni u spojku. Hidrodinamičke spojke omogućavaju pokretanje pogonskog stroja pod malim opterećenjem. Budući da ne postoji trošenje dijelova prijenosa snage, trajanje klizanja nije ograničeno, što omogućava male momente ubrzavanja radnoga stroja, odnosno dugotrajno ubrzavanje velikih masa. Kod pogona visoko opterećenih traka je to posebno važno. Kod nekih izvedbi hidrodinamičkih spojki može se osigurati pouzdana zaštita od preopterećenja stalnim upravljanjem ograničenja momenta. Većina hidrodinamičkih spojki može raditi u oba smjera vrtnje, te mogu prenositi velike momente. Prenesena snaga ovisi o brzini vrtnje, razlici u brzini vrtnje (klizanju) i veličini spojke, a obično se kreće od 0,5 do 2 MW.